# 韦洛利单抗
韦洛利单抗（INN：Vilobelimab），以商品名Gohibic出售，是一种用于治疗COVID-19的研究性药物。它是一种人-鼠嵌合 IgG4κ抗体，靶向血浆中的人C5a。
最常见的不良反应包括肺炎、败血症、谵妄、肺栓塞、高血压、气胸、深静脉血栓、单纯疱疹、肠球菌感染、支气管肺曲霉病、肝酶升高、尿路感染、缺氧、血小板减少症、纵隔气肿、呼吸道感染、室上性心动过速、便秘和皮疹。
韦洛利单抗是一种重组嵌合单克隆IgG4抗体，在从C5裂解后特异性结合可溶性人补体裂解产物C5a，以阻断其与C5a受体的相互作用，这两种受体都是补体系统的组成部分，被认为会导致炎症和COVID-19恶化。韦洛利单抗于2023年4月获得美国食品和药物管理局（FDA）的紧急使用授权。

## 医疗用途
韦洛利单抗被授权用于住院成人，在接受有创机械通气或体外膜氧合（人工生命支持）后48小时内开始使用。韦洛利单抗尚未获得FDA批准用于任何适应症，包括治疗COVID-19。

## 历史
支持该授权的临床试验表明，与安慰剂相比，接受韦洛利单抗治疗的参与者在治疗第28天和第60天的死亡风险较低。

## 延伸阅读
- Vlaar AP, Witzenrath M, van Paassen P, Heunks LM, Mourvillier B, de Bruin S,  et al. . The Lancet. Respiratory Medicine //www.ncbi.nlm.nih.gov/pmc/articles/PMC9451499 |PMC=缺少标题 (帮助). December 2022, 10 (12): 1137–1146. PMC 9451499 . PMID 36087611. doi:10.1016/S2213-2600(22)00297-1 .